# Gbaya Boniface Ziri
Gbaya Boniface Ziri, né le 31 décembre 1949 à Gagnoa, est un prélat catholique ivoirien, évêque d'Abengourou depuis 2009.

## Biographie
Gbaya Boniface Ziri est né le 31 décembre 1949 à Gagnoa à l'ouest de la Côte d'Ivoire. Après avoir effectué des études en philosophie et théologie au grand séminaire d’Anyama, il est ordonné prêtre dans l'ordre des Jésuites le 6 juin 1976. 
À la suite de son ordination, de 1976 à 1994, il reste membre de la Compagnie de Jésus, en y exerçant plusieurs fonctions importantes. Entre 1980 et 1984, il fait des études à Rome et obtient une licence en Théologie morale sociale et politique à l’Université pontificale grégorienne, suivie d’un doctorat en Sociologie à la Sorbonne de 1984 à 1989, avec une maîtrise en philosophie politique en complément,.
De 1989 à 1992, il enseigne à l’institut des études supérieures des Jésuites, puis, de 1992 à 2004, il est devient conseiller de l’Institut des Sœurs de Notre-Dame de l’Incarnation. En 1994, il quitte la Compagnie de Jésus pour s’incardiner prêtre dans l’archidiocèse d'Abidjan. Il est nommé, la même année vicaire général de l’archidiocèse d’Abidjan et, à partir de 2006, il devient curé de la paroisse Saint Jean de Cocody. En outre, jusqu'à sa nomination en tant qu'évêque, il était aumônier national de l’Union fraternelle du clergé Ivoirien.

### Episcopat
Le 1er juillet 2009, le pape Benoît XVI le nomme évêque du diocèse d'Abengourou. Il est nommé avec deux autres prêtres, Marcellin Yao Kouadio, nommé évêque de Yamoussoukro, et Antoine Koné, nommé évêque du diocèse Odienné,. Ils reçoivent ensemble l'ordination épiscopale à Yamoussoukro, le 22 août 2009 du cardinal Bernard Agré ; les co-consécrateurs étaient Pierre-Marie Coty, évêque émérite du diocèse de Daloa, et Joseph Yapo Aké, archevêque de Gagnoa, en présence de Ambrose Madtha. Il effectue sa visite ad limina apostolorum en septembre 2014. 
Entre 2014 et 2017, il est vice-président de la Conférence des évêques catholiques de Côte d'Ivoire.